# Croxteth
Croxteth er en bydel i Liverpool, Merseyside, England. Ved United Kingdom Census 2001 blev der registreret 16.543 indbyggere i Croxteth. 
Fodboldspilleren  Wayne Rooney fra fodboldklubben Manchester United er født i Croxteth.